# Alex Chidiac
Alexandra Carla Chidiac (* 15. Januar 1999 in Sydney) ist eine australische Fußballspielerin.

## Karriere

### Vereine
Von Adelaide City kommend schloss sie sich im September 2014 Adelaide United an. Von dort wechselte sie zur Spielzeit 2015/16 dann zum Melbourne City FC und kehrte zur Folgesaison wieder nach Adelaide zurück. Zur Saison 2018/19 verließ sie dann erstmals den Kontinent und schloss sich in Spanien Atlético Madrid an. Dort kam sie in ihrer ersten Saison auch zu einigen Einsätzen, in der zweiten wurden diese aber deutlich weniger. Somit löste sie im Dezember 2020 dann auch ihren Vertrag hier auf. Zurück in Australien, schloss sie sich nochmal dem Melbourne City FC an. Von dort schloss sich im Sommer 2021 dann in Japan den JEF United Chiba Ladies an. Nach einem halben Jahr und fünf Ligaeinsätzen ging es per Leihe für sie aber schon wieder zurück nach Melbourne, diesmal aber zu Victory.
Dort verblieb sie nach dem Ende dieser im Februar 2022 auch, weil sie ihren Vertrag in Japan auflöste. Ihr nächster Wechsel folgte dann im April 2022, wo sie sich in den USA dem Racing Louisville FC anschloss. Für die Mannschaft des NWSL-Franchise kam sie von Mai bis Oktober dann in fast allen Spielen zum Einsatz. In der Spielfreien Zeit hier, wurde sie dann wieder zu Victory verliehen, wo sie weiter in der Liga spielte. Seit Februar 2023 ist sie nun zurück in Louisville. Nach der WM 2023 wurde sie an Tigres UANL ausgeliehen.

### Nationalmannschaft
Im Frühjahr 2015 wurde sie bereits einmal für die australische Nationalmannschaft berufen. Ihr Debüt folgte dann am 12. Februar 2015, wo sie bei einem 3:2-Sieg über Neuseeland für Lisa De Vanna eingewechselt wurde. Auch beim Algarve-Cup 2017 und der Ausgabe im Jahr 2018 wurde sie dann eingesetzt. Bei der Qualifikation zur Asienmeisterschaft 2018 gehörte sie dann auch mit zum Kader bei ein paar Spielen. Auch bei der dortigen Endrunde folgten dann noch einmal zwei Einsätze sowie ein Assist. Nach ein paar Einsätzen beim Cup of Nations 2019, kam sie dann für einige Jahre aber nicht mehr zum Einsatz.
Erst im Jahr 2022 kam sie dann wieder bei ein paar Freundschaftsspielen zum Einsatz. Im nächsten Jahr folgte dann noch der Cup of Nations 2023.
Am 3. Juli 2023 wurde sie für die WM-Endrunde in ihrer Heimat nominiert, kam in drei der sieben Spiele ihres Teams zum Einsatz, wobei sie jeweils in der Schlussphase eingewechselt wurde, und wurde nach einer 0:2-Niederlage ihrer Mannschaft gegen die Schwedinnen im Spiel um Platz 3 Vierte.